# オーストラリアアシカ
オーストラリアアシカ（Neophoca cinerea）はオーストラリアに固有のアシカである。現在はNeophoca属の単型であるが、絶滅種 Neophoca palatina が唯一の同属種として知られる。個体数は約14,730頭と推定され、西オーストラリア州の野生生物保護法 (1950年) では、「特別な保護が必要」とされている。絶滅危惧種に指定されている。
12か月の生殖周期に適合する他の鰭脚類と異なり、5か月から17・18か月の間で変化する季節的な繁殖周期が特徴である。メスは銀色または淡黄褐色で、下腹部はクリーム色、オスは暗褐色で黄色のたてがみがあり、メスよりも大きい。